# Несингулярні моделі чорних дір
Модель несингулярної чорної діри — це математична теорія чорних дір, яка дозволяє уникнути певних теоретичних проблем із стандартною моделлю чорної діри, включаючи втрату інформації та неможливість прямого спостереження горизонту подій чорної діри.

## Уникнення парадоксів у стандартній моделі чорної діри
Щоб чорна діра фізично існувала як розв’язок рівняння Ейнштейна, вона повинна утворити горизонт подій за скінчений час відносно зовнішніх спостерігачів. Для цього потрібна точна теорія утворення чорних дір, і декілька таких теорій було запропоновано. У 2007 році Шуан Нань Чжан з Університету Цінхуа запропонував модель, згідно з якою горизонт подій потенційної чорної діри формується (або розширюється) тільки після того, як об’єкт потрапляє в існуючий горизонт, або після того, як горизонт перевищить критичну щільність. Іншими словами, об’єкт, що падає, спричиняє розширення горизонту чорної діри, яке відбувається лише після того, як цей об’єкт впав у чорну діру, що дозволяє спостерігати горизонт за кінцевий час. Однак цей підхід не вирішує інформаційного парадокса.

## Альтернативні моделі чорних дір
Несингулярні моделі чорних дір були запропоновані після усвідомлення теоретичних проблем з чорними дірами.[джерело?]  У наші дні вважається, що в результаті колапсу зірки з масою, що значно перевищує межу Чандрасекара, найбільш життєздатними кандидатами є гравазірка та зірка темної енергії.
Хоча чорні діри були загальноприйнятою частиною основного напрямку фізики протягом більшої частини кінця 20 століття, більше уваги стали приділяти альтернативним моделям чорних дір, коли підходи, запропоновані Джорджем Чапліном, а пізніше Лоуренсом Краусом, Деяном Стойковічем і Танмаєм Вачаспаті з Університету Кейс Вестерн Резерв показали на кількох окремих моделях, що горизонти чорних дір не можуть утворюватися.
Такі дослідження привернули велику увагу засобів масової інформації, оскільки чорні діри вже давно захоплюють уяву вчених і громадськості як своєю вродженою простотою, так і таємничістю. Через це нещодавні теоретичні результати зазнали ретельного вивчення, і більшість із них на цей час відхилено теоретичними дослідженнями. Наприклад, кілька альтернативних моделей чорної діри виявилися нестабільними при надзвичайно швидкому обертанні, що, через збереження кутового моменту, не було б незвичайним фізичним сценарієм для зірки, що сколапсувала (див. пульсар). Тим не менш, існування стабільної моделі несингулярної чорної діри залишається відкритим.

### Метрика Хейворда
Метрика Хейворда є найпростішим описом чорної діри, яка не є сингулярною. Метрика була запропонована Шоном Хейвордом як мінімальна модель, яка є регулярною, статичною, сферично симетричною та асимптотично плоскою.

### Метрика Айона-Беато–Гарсіа
Модель Айона-Беато-Гарсіа — перша модель точної зарядженої регулярної чорної діра з джерелом. Модель була запропонована Елоєм Айоном Беато та Альберто Гарсіа в 1998 році на основі мінімального зв’язку між нелінійною електродинамічною моделлю та загальною теорією відносності, враховуючи статичний і сферично симетричний простір-час. Пізніше ті ж автори переосмислили першу несингулярну геометрію чорної діри, іграшкову модель Бардіна, як регулярну чорну діру, засновану на нелінійній електродинаміці. На теперішній час відомо, що модель Айона-Беато-Гарсіа може імітувати властивості поглинання метрики Рейснера-Нордстрема з точки зору поглинання безмасових тестових скалярних полів.

## Зовнішні посилання
- Чорних дір не існує, повідомляють фізики Case
- George Chapline (1998). The Black Hole Information Puzzle and Evidence for a Cosmological Constant. arXiv:hep-th/9807175.
- Abhas Mitra (2005). Comments on the proposal of Dark Energy Stars by Chapline. arXiv:astro-ph/0504384.